# Groupe de bombardement I/17 Picardie
Le groupe de bombardement I/17 Picardie (GB I/17 Picardie) est une unité des forces aériennes françaises libres, stationnée au Levant français de 1943 à 1946.

## Historique
Le GB I/17 Picardie est créé le 16 octobre 1943 à partir de l'escadrille de surveillance de Syrie (formée en décembre 1942 et baptisée Picardie en mars 1943). L'escadrille est équipée de Potez 25 et de Bristol Blenheim Mk IV, rejoints en 1944 par des Martin Baltimore Mk V.

Les avions du groupe Picardie
Potez 25 (ici en 1930).
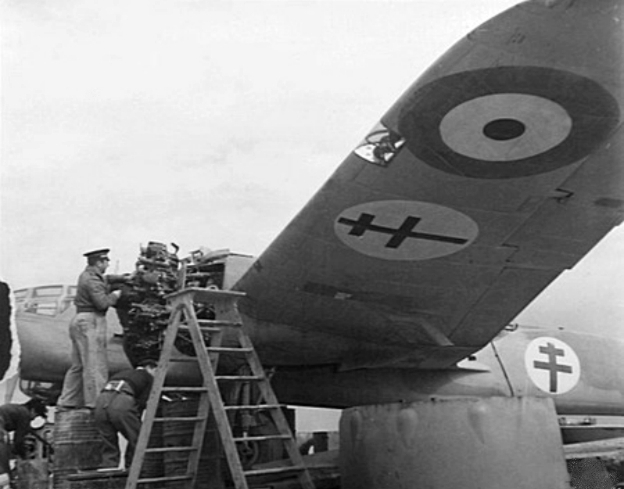
Blenheim Mk IV des FAFL en 1941.
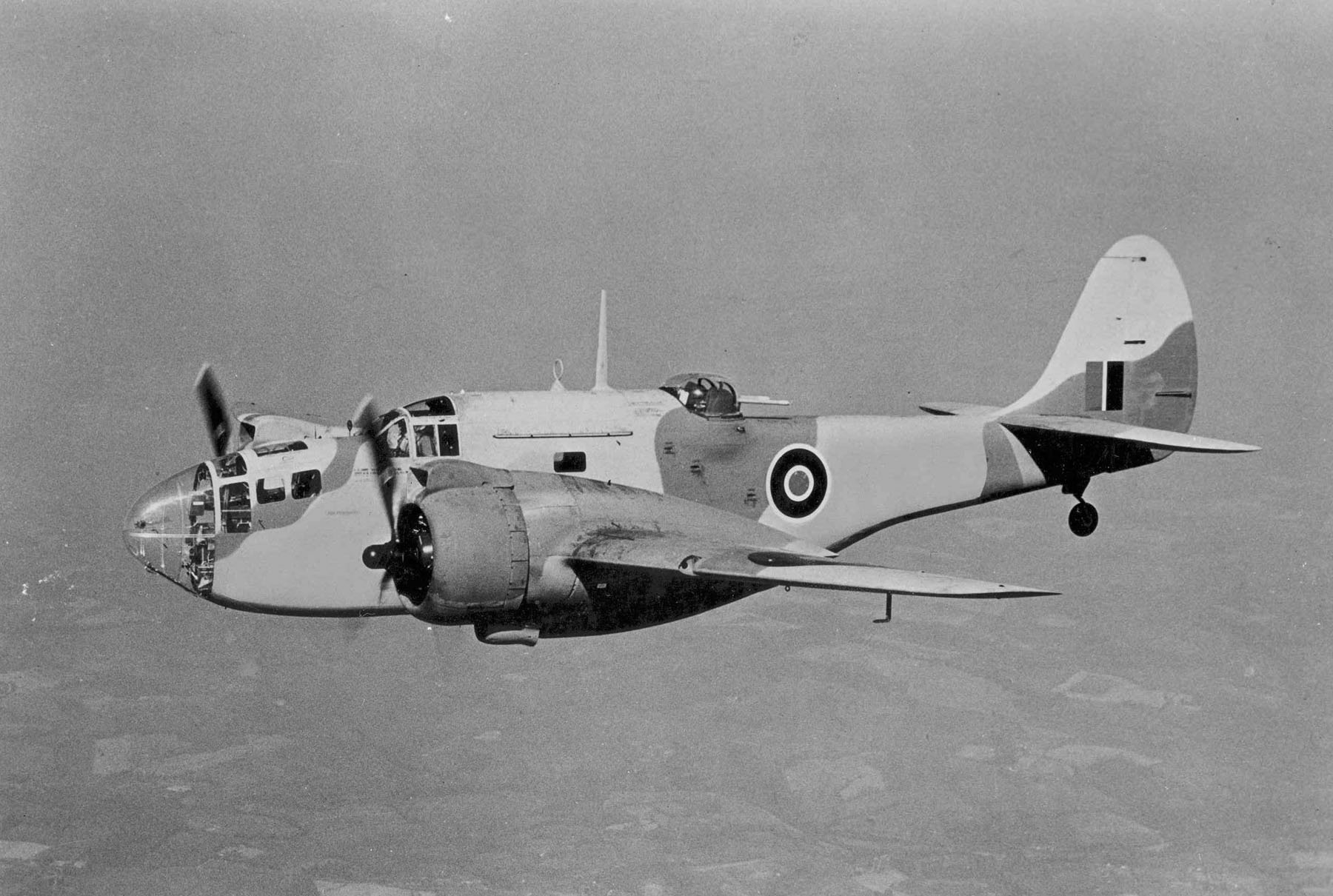
Martin Baltimore (ici aux couleurs britanniques).

Il est engagé dans la répression des émeutes antifrançaises en Syrie en mai 1945. À partir du 19 mai, trois Baltimore français effectuent des vols d'intimidation au-dessus de Damas, puis d'Alep, Homs et Hama. À partir du 25, ces survols sont accompagnés de mitraillages. Le 26 mai, le général Beynet autorise l'emploi intensif de l'aviation et Deir ez-Zor reçoit trente bombes. Le 29 mai au soir, lors du bombardement de Damas, un Baltimore largue trois bombes sur la citadelle de Damas. Les bombardiers interviennent le lendemain à Homs et à Hama, où deux avions sont abattus par les mitrailleuses syriennes. Deir ez-Zor est à nouveau bombardée le 31 par deux vagues d'avions.
L'Armée de l'air est la dernière unité française stationnée en Syrie. Le groupe est dissous le 31 juillet 1946 et les avions français quittent les bases aériennes de Mezzeh et Rayak en août-septembre 1946.
L'escadron 2/12 Picardie recréé après guerre ne reprend pas les traditions du GB I/17 Picardie,.

## Insigne
L'insigne de l'unité reprend les armoiries de la Picardie. Une version en métal peint est produite localement en décembre 1943,.